# Démocrates européens
Pour le parti tchèque, voir Démocrates européens (République tchèque).
Ne doit pas être confondu avec Parti démocrate européen.
Les Démocrates européens (DE) (à ne pas confondre avec le Parti démocrate européen à l'idéologie opposée) sont une association de partis du Parlement européen, associés un temps avec le Parti populaire européen au sein l'ancien groupe du Parti populaire européen et des Démocrates européens (PPE-DE), aujourd'hui groupe du Parti populaire européen. 
Comme groupe parlementaire, ils n'existent plus qu'au sein de l'Assemblée parlementaire du Conseil de l'Europe depuis le changement de nom du groupe PPE le 23 juin 2009. Il est principalement composé des membres de l'Union démocrate européenne qui n'ont pas rejoint le Parti populaire européen et dont les trois principaux ont annoncé qu'ils allaient rejoindre le Groupe des conservateurs et des réformateurs européens (ECR), fondé en juillet 2009.

## Membres
- République tchèque
  - Občanská demokratická strana (ODS - Parti démocratique civique)
- Italie
  - Partito Pensionati (Parti des retraités)
- Royaume-Uni
  - Conservative and Unionist Party (Parti conservateur et unioniste)
  - Ulster Unionist Party (Parti unioniste d'Ulster)

ODS et les conservateurs et unionistes britanniques rejoignent le groupe des conservateurs et des réformateurs européens le 22 juin 2009.